# Definitivamente muerta
Definitivamente muerta (Definitely Dead) es el sexto libro de la saga The Southern Vampire Mysteries de la autora Charlaine Harris.

## Sinopsis
En esta novela Sookie Stackhouse, la camarera telépata de Bon Temps, Luisiana, comienza a salir con Quinn, un hombre tigre, pero en su primera cita son atacados por dos licántropos. Sookie no está segura de si ella o Quinn eran los objetivos, pero pronto surgen nuevos problemas. Su prima Hadley Stackhouse, una vampira, ha sido asesinada, y Sookie ha heredado su apartamento en Nueva Orleáns, por lo que tiene que viajar a la ciudad para descubrir las circunstancias que rodearon su muerte y reunirse con la reina Sophie-Anne Leclerq, amante de Hadley y reina de los vampiros de Luisiana.. Al mismo tiempo la reina Sophie-Anne se ha casado con el rey de los vampiros de Arkansas y parece que la muerte de Hadley está relacionada con el evento, que tuvo lugar la noche anterior.

## Resumen
Quinn hace aparición en el Merlotte’s y le dice a Sookie que tiene que hablar con ella por dos asuntos: negocio y placer. Esa misma noche en la casa de Sookie él le pide una cita y después de aceptarla hablan sobre un trabajo por el cual la reina quiere contratarla en un futuro cercano.
En su primera cita van al teatro de Shreveport y al salir de este son atacados por dos hombre lobos recién mordidos. Por suerte para Sookie, Quinn está a su lado y logran sobrevivir y conseguir que la policía arreste a los atacantes.
Pese al desastre de su primera cita, se animan a tener otra pero en último momento Sookie la cancela puesto que se marcha a Nueva Orleans para terminar de arreglar unos asuntos referentes a la muerte de su prima Hadley, amante de la reina de los vampiros de Nueva Orleans.
Cuando llega al apartamento de su prima conoce a Amelia, la casera de su prima. Amelia es bruja y por orden de la reina congeló de forma estática todo lo que había en el apartamento pero desgraciadamente cuando Sookie abre una puerta dentro de la casa se encuentra con un cadáver así que Amelia descongela todo el apartamento y se encuentran con que el cadáver realmente es un vampiro recién convertido así que ambas son heridas de gravedad aunque por suerte sobreviven gracias a una llamada rápida realizada por Amelia a la reina que manda a unos vampiros a encargarse del tema.
Resulta ser que el recién convertido es un hombre lobo llamado Jake Purifov y debido a su ataque Amelia y Sookie son llevadas a un hospital donde Sookie es visitada por Eric y Bill.
Tras un momento de conversación Eric le dice a Bill que le diga a Sookie la verdad sobre porque volvió a Bon Temps y éste le confiesa que fue contratado por la reina para seducirla por lo que Sookie le dice que no quiere verle más y en un ataque de rabia se marcha al apartamento de Hadley sin curarse. Al día siguiente Amelia se ofrece a hacer una reconstrucción de lo sucedido en el apartamento de Hadley un día antes de la muerte de esta. Al evento acude Sookie, Sophie-Anne y unos guardaespaldas de ella además de una vampira perteneciente a Peter Threadgill, rey de los vampiros de Arkansas y marido de Sophie. Allí ven que Jake había sido atacado y para evitar su muerte Hadley lo transforma en vampiro. Cuando terminan, Sophie habla en privado con Sookie acerca de un brazalete que necesite que encuentre a toda costa y el cual lo tenía Hadley. Resulta que es un regalo de Peter que si no lo muestra puesto en una ceremonia que va a realizarse podría iniciarse una guerra y perder todo.
Al día siguiente Quinn visita a Sookie pero no todo acaba bien y son secuestrados por hombres lobos que los atan y los meten en una furgoneta pero antes de llegar a su destino, Sookie y Quinn consiguen escapar de sus agresores y luego deciden averiguar quién ha llevado a cabo los ataques, a por quién iban y porqué.
Resulta que la familia Pelt eran los ejecutores de las órdenes ya que tenían en mente torturar a Sookie hasta que esta confesara haber matado a Debbie. Es entonces cuando Sookie decide ser sincera y les cuenta toda la verdad acerca de la muerte de Debbie y luego llegan a un acuerdo en el que prometen no volver a su vida.
Ya llegando al final del libro, Sookie encuentra el brazalete que le pidió la reina y se lo lleva a la ceremonia donde se lo pone a tiempo y lo muestra al público sobrenatural presente. Esto enfurece de tal manera a Peter que comienzan a rodar cabezas y hay ataques por todos los lados. Sookie consigue escapar sin antes ver la muerte de Peter a manos de Andre y al día siguiente abandona el apartamento de Hadley junto a Amelia la cual decide estar un tiempo en Bon Temps con Sookie.
A lo largo del libro se descubre que Sookie tiene sangre de hada lo que puede explicar porque resulta tan atractiva para los vampiros.

## Personajes
- Sookie: protagonista de la saga. Telépata.
- Quinn: hombre tigre al que Sookie conoce en el anterior libro.
- Sam: cambiante. Jefe de Sookie y dueño del Merlotte’s. Suele transformarse en Collie.
- Amelia: bruja que arrendaba un piso a Hadley.
- Hadley: prima de Sookie convertida en vampiro y luego asesinada. Amante de Sophie-Anne.
- Andy: policía de Bom Temps, novio de Halleigh y pariente de Bill.
- Halleigh: profesora y novia de Andy.
- Bill: antiguo amante vampiro de Sookie.
- Jake: hombre lobo que trabaja para Quinn y que es convertido en vampiro por Hadley.
- Peter Threadgill: rey de los vampiros de Arkansas y marido de la reina Sophie-Anne
- Sophie-Anne: reina de los vampiros de Nueva Orleáns y mujer de Peter.
- Familia Pelt: padre, madre y hermana de Debbie Pelt, muerta a manos de Sookie.
- Andre: vampiro convertido por Sophie-Anne. Siempre está con ella.